# Fritz Weber (Politiker, 1894)
Fritz Weber (* 14. Dezember 1894 in Rathenow; † 30. August 1944 im KZ Neuengamme) war Landtagsabgeordneter in der Freien Stadt Danzig (SPD Danzig).
Fritz Weber erlernte nach der Volksschule den Beruf eines Technikers. Er war verheiratet und arbeitete zunächst als Techniker, Zeichner und Laborant. Bis 1918 war er Optiker, zuletzt Geschäftsleiter.
Er trat der SPD bei und war 1917–1918 Vorsitzender der Berliner Jugendorganisation und Mitglied der Zentralstelle für die arbeitende Jugend Deutschlands. September 1918 bis August 1920 war er Gewerkschafts- und Parteiangestellter in Danzig. August 1920 bis zum Verbot der Zeitung im September 1936 war er Redakteur der „Volksstimme“ in Danzig.
Er war für seine Partei 1924 bis 1927 Mitglied der Danziger Stadtbürgerschaft und 1927 bis 1936 Abgeordneter im Volkstag. Nach 1936 war er in Lübeck tätig.
Im August 1944 wurde er im Rahmen der Aktion Gitter verhaftet. Er wurde von den Nationalsozialisten im KZ Neuengamme festgehalten und dort ermordet.